# Liste der höchsten Berge in der schwedischen Provinz Jämtlands län

Reliefkarte der Fjällgebiete im Südosten von Jämtlands län
(Legende am Ende des Abschnitts „Geografie“)

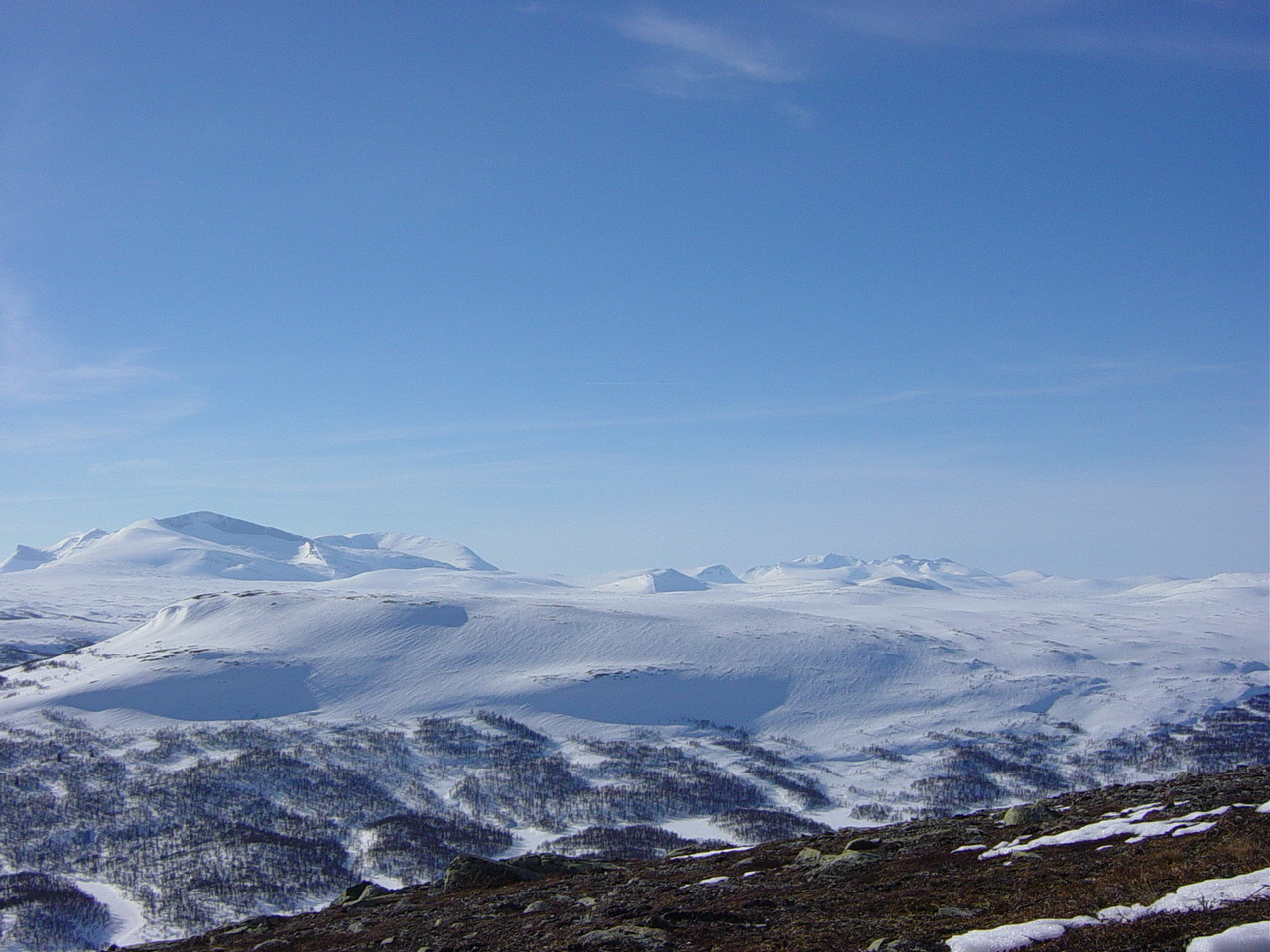
Links Helagsfjället, rechts der Mitte das Sylarna-Massiv

Die Liste der höchsten Berge in der schwedischen Provinz Jämtlands län umfasst die Gipfel des Skandinavischen Gebirges im Gebiet der schwedischen Provinz Jämtlands län mit einer Höhe über 1300 m. Die sortierbare Tabelle bietet in der Spalte Lage die Zuordnung der Berge zu den verschiedenen Fjällgebieten, die auf der Reliefkarte der Fjällgebiete in Jämtlands län geografisch schnell lokalisierbar sind.

## Geografie
Das Skandinavische Gebirge (Skanden) prägt die westlichen Regionen der schwedischen Provinzen (von Norden nach Süden) Norrbottens län, Västerbottens län, Jämtlands län und Dalarnas län. Im zentralen Bereich der Provinz Jämtlands län hat das Skandinavische Gebirge zwischen den Hochgebirgsregionen im Norden und Süden seine geringste Ausprägung. Etwa entlang der Linie der norwegischen Kommune Verdal, des Flusses Helgåa und des Sees Veresvatnet auf norwegischem Territorium und der Seen Anjan und Kallsjön in Jämtlands Län bleiben die Gipfelhöhen im Hauptkamm sogar unter der 1000-Meter-Marke (Sundsvalen (914 m) und Saxvallklumpen (879 m) in Schweden; Hyllfjellet (844 m) in Norwegen). Die südlich dieser Linie liegende Gebirgsregion Schwedens ist entsprechend von den höheren Bergen im nördlichen Schweden deutlich abgegrenzt. Alle Gipfel dieser Region mit einer Höhe über 1204 m (auf diese Höhe kommt der Storvätteshågna, der höchste Berg der Provinz Dalarnas Län) liegen in der Provinz Jämtlands Län. Die Liste der höchsten Berge in der schwedischen Provinz Jämtlands län repräsentiert so vollständig die höchsten Gipfel im geografisch mittleren Landesteil Schwedens. Nördlich der Linie Verdal-KallsjönIn liegen in Jämtlands Län lediglich 2 weitere Gipfel mit einer Höhe über 1300 m: der Sipmehke (Pt. 1395 m) und der Sielkentjahke (1315 m).
Der Gebirgsraum im südlichen Jämtlands Län ist der schwedische Teil des nordöstlichen Areals der südlichen Skanden, der mit einer maximalen Höhe von 1797 m im Helagsfjället deutlich niedriger ist als die jenseits der Flüsse Glåma und Orkla südwestlich anschließenden Hochgebirgsregionen Jotunheimen, Dovrefjell und Rondane. Kleinere Gletscher finden sich lediglich am Helagsfjället, am Storsylen und am Storsola. Die norwegisch-schwedische Staatsgrenze durchschneidet diesen Gebirgsraum im Ganzen, das Sylarna-Massiv im Besonderen und letztendlich dessen höchste Berge Lillsylen, Storsylen und Storsola mittig von Norden nach Süden, wobei der höchste Punkt des Storsylen auf norwegischem Territorium liegt. Weitere hohe Berge dieser Gebirgsregion in Norwegen sind der Sølen (1755 m), der Tronfjell (1665 m), der Elgspiggen (1605 m) und der Sålekinna (1595 m).
Legende zur Reliefkarte der Fjällgebiete im Südosten von Jämtlands län
1: Helagsfjället; 2: Sylarna; 3: Skarsfället, Skilhtjåelkie und Bullfjället; 4: Snasahögarna; 5: Bunnerfjällen; 6: Lill-Stensdalsfjället; 7: Gåsen; 8: Smällhögarna; 9: Härjångsfjellen; 10: Bockhammaren, Vålåsjöfjället, Gråsjöfjället, Dunsjöfjället, Rensnävet und Mossalassfjället; 11: Nörder-Storådörrfjället und Synder-Storådörrfjället; 12: Lunndörrsfjällen; 13: Anarisfjällen; 14: Oviksfjällen; 15: Stor-Axhögen; 16: Anåfjällett; 17: Skarvdörrsfjället; 18: Åreskutan; 19: Ottfjället (1265 m).

## Legende
- Rang: Nach Höhe durchnummeriert sind die  Gipfel mit einer Schartenhöhe von mindestens 90 Metern.
- Gipfel: Name des Gipfels. Die Daten basieren auf den topografischen Karten der schwedischen Lantmäteriet.[1]
- Höhe: Höhe des Berges in meter ö dver havet. Die Daten basieren auf den topografischen Karten der schwedischen Lantmäteriet.[1]
- Schartenhöhe: Die Schartenhöhe ist die Höhendifferenz zwischen Gipfelhöhe und der höchstgelegenen Einschartung, bis zu der man mindestens absteigen muss, um einen höheren Gipfel zu erreichen. Die Daten basieren auf der Auswertung der Höhenlinien der topografischen Karten der schwedischen Lantmäteriet.[1]
- Lage: Zuordnung zu den verschiedenen Fjällgebieten der Provinz Jämtlands län.

## Die höchsten Berge in der schwedischen Provinz Jämtlands län
| Rang | Gipfel | Höhe            | Schartenhöhe | Lage                                                                 |
| ---- | --- | --------------- | ------------ | -------------------------------------------------------------------- |
| 1.   | Helagsfjället (Maajåelkie), Helags | 1797 m ö.h.     | 1132 m       | Helagsfjället (Maajåelkie)                                           |
|      | Storsylen, Pt. 1743. Der höchste Punkt des Storsylen (1762 m; Schartenhöhe: 640 m) liegt auf norwegischem Staatsgebiet.                                                    | 1743 m ö.h.     | 0 m          | Sylarna (Bealjiege), norw. Sylan (Bealjehkh)                         |
| 2.   | Storsola (Templet) | 1727 m ö.h.     | 255 m        | Sylarna (Bealjiege), norw. Sylan (Bealjehkh)                         |
|      | Storsola (Templet), Westgipfel | 1710 m ö.h.     | 28 m         | Sylarna (Bealjiege), norw. Sylan (Bealjehkh)                         |
| 3.   | Helagsfjället (Maajåelkie), Nordwestgipfel | 1704 m ö.h.     | 215 m        | Helagsfjället (Maajåelkie)                                           |
|      | Lillsylen | 1700 m ö.h.     | 72 m         | Sylarna (Bealjiege), norw. Sylan (Bealjehkh)                         |
| 4.   | Predikstolen (Beallehkse) | 1681 m ö.h.     | 440 m        | Helagsfjället (Maajåelkie)                                           |
|      | Storsylen-Lillsylen-Zwischengipfel | 1668 m ö.h.     | 35 m         | Sylarna (Bealjiege), norw. Sylan (Bealjehkh)                         |
|      | Slottet | 1638 m ö.h.     | 35 m         | Sylarna (Bealjiege), norw. Sylan (Bealjehkh). Ostgrat des Storsylen. |
| 5.   | Helagsfjället (Maajåelkie), Mittelgipfel | 1637 m ö.h.     | 100 m        | Helagsfjället (Maajåelkie)                                           |
| 6.   | Stora Härjångsstöten (Giebnientjahke) | 1626 m ö.h.     | 675 m        | Härjångsfjellen (Giebnienh)                                          |
| 7.   | Rååsengealta | 1594 m ö.h.     | 650 m        | Skarsfället                                                          |
| 8.   | Västra Bunnerstöten (Voemelåelkienjahke) | 1555 m ö.h.     | 555 m        | Bunnerfjällen (Bunnervaerieh)                                        |
|      | Västra Bunnerstöten (Voemelåelkienjahke), Mittelgipfel | 1547 m ö.h.     | 75 m         | Bunnerfjällen (Bunnervaerieh)                                        |
|      | Härjångsfjellen (Giebnienh), westlicher Mittelgipfel | 1533 m ö.h.     | 72 m         | Härjångsfjellen (Giebnienh)                                          |
| 9.   | Nörder-Storådörrfjället, Hauptgipfel | 1526 m ö.h.     | 560 m        | Nörder-Storådörrfjället                                              |
| 10.  | Sylskalstöten | 1519 m ö.h.     | 160 m        | Sylarna (Bealjiege), norw. Sylan (Bealjehkh)                         |
|      | Västra Bunnerstöten (Voemelåelkienjahke), Ostgipfel | 1512 m ö.h.     | 65 m         | Bunnerfjällen (Bunnervaerieh)                                        |
| 11.  | Lunndörrsfjällen (Dåarranvaerie), Pt. 1504 | 1504 m ö.h.     | 300 m        | Lunndörrsfjällen (Dåarranvaerie)                                     |
| 12.  | Östra Bunnerstöten (Buantantjahke) | 1502 m ö.h.     | 545 m        | Bunnerfjällen (Bunnervaerieh)                                        |
| 13.  | Synder-Storådörrfjället | 1490 m ö.h.     | 440 m        |                                                                      |
| 14.  | Skilhtjåelkie Södra | 1488 m ö.h.     | 190 m        | Skilhtjåelkie                                                        |
| 15.  | Skarsfället Södra | 1484 m ö.h.     | 175 m        | Skarsfället                                                          |
| 16.  | Skilhtjåelkie Norra | 1475 m ö.h.     | 93 m         | Skilhtjåelkie                                                        |
|      | Predikstolen (Beallehkse), Südostgipfel | 1474 m ö.h.     | 38 m         | Helagsfjället (Maajåelkie)                                           |
| 17.  | Storsnasen | 1461 m ö.h.     | 625 m        | Snasahögarna (Mijlehkh)                                              |
| 18.  | Bockhammaren, Nordgipfel | 1460 m ö.h.     | 317 m        | Bockhammaren                                                         |
| 19.  | Vålåsjöfjället | 1455 m ö.h.     | 320 m        |                                                                      |
|      | Härjångsfjellen (Giebnienh), östlicher Mittelgipfel | 1454 m ö.h.     | 70 m         | Härjångsfjellen (Giebnienh)                                          |
| 20.  | Bockhammaren, Südgipfel | 1453 m ö.h.     | 95 m         | Bockhammaren                                                         |
| 21.  | Ekorrhammaren | 1452 m ö.h.     | 335 m        | Sylarna (Bealjiege), norw. Sylan (Bealjehkh)                         |
|      | Härjångsfjellen (Giebnienh), Ostgipfel | 1446 m ö.h.     | 85 m         | Härjångsfjellen (Giebnienh)                                          |
| 22.  | Vaktklumpen | 1444 m ö.h.     | 140 m        | Sylarna (Bealjiege), norw. Sylan (Bealjehkh)                         |
| 23.  | Lievkiesåajja | 1443 m ö.h.     | 325 m        | Smällhögarna (Smälle)                                                |
|      | Bockhammaren, Südostgipfel | ca. 1442 m ö.h. | 70 m         | Bockhammaren                                                         |
|      | Östra Bunnerstöten (Buantantjahke), 1. Nordgipfel | 1437 m ö.h.     | 45 m         | Bunnerfjällen (Bunnervaerieh)                                        |
| 24.  | Gruvfjället | 1432 m ö.h.     | 125 m        | Lunndörrsfjällen (Dåarranvaerie)                                     |
|      | Bockhammaren, Nordwestgipfel | ca. 1432 m ö.h. | 50 m         | Bockhammaren                                                         |
| 25.  | Gåsen | 1427 m ö.h.     | 299 m        |                                                                      |
| 26.  | Gråsjöfjället (Råafatjoelentjahke) | 1426 m ö.h.     | 175 m        | Gråsjöfjället (Råafatjoelentjahke)                                   |
| 27.  | Stor-Anahögen (Slätna) | 1423 m ö.h.     | 535 m        | Anarisfjällen                                                        |
|      | Gruvfjället-Südwestgipfel | ca. 1421 m ö.h. | 60 m         | Lunndörrsfjällen (Dåarranvaerie)                                     |
| 28.  | Åreskutan | 1420 m ö.h.     | 850 m        | Åreskutan                                                            |
| 29.  | Stor-Stensdalsfjället (Lihtehkendurrientjahke) | 1419 m ö.h.     | 195 m        | Bunnerfjällen (Bunnervaerieh)                                        |
| 30.  | Tjaakse | 1415 m ö.h.     | 342 m        | Dunsjöfjället                                                        |
| 31.  | Lill-Stensdalsfjället (Viljåelkientjahke) | 1414 m ö.h.     | 325 m        |                                                                      |
| 32.  | Sönner-Tväråklumpen | 1412 m ö.h.     | 260 m        | Snasahögarna (Mijlehkh)                                              |
| 33.  | Bullfjället (Nåevpie) | 1410 m ö.h.     | 135 m        | Bullfjället (Nåevpie)                                                |
| 34.  | Rensnävet (Kliehpie) | 1404 m ö.h.     | 145 m        |                                                                      |
|      | Nörder-Storådörrfjället, Ostgipfel | ca. 1402 m ö.h. | 40 m         | Nörder-Storådörrfjället                                              |
|      | Nörder-Storådörrfjället, Nordgipfel | ca. 1397 m ö.h. | 58 m         | Nörder-Storådörrfjället                                              |
|      | Sipmehke (Sipmehkejabpe), norw. Sipmektinden (Sipmehketjahke), Pt. 1395. Der höchste Punkt des Sipmehke (1423 m; Schartenhöhe: 399 m) liegt auf norwegischem Staatsgebiet. | 1395 m ö.h.     | 0 m          | im Norden der Provinz Jämtlands län                                  |
| 35.  | Kyrkstensfjället | 1393 m ö.h.     | 122 m        | Bunnerfjällen (Bunnervaerieh)                                        |
|      | Gråsjöfjället (Råafatjoelentjahke), Nordgipfel | ca. 1392 m ö.h. | 38 m         | Gråsjöfjället (Råafatjoelentjahke)                                   |
| 36.  | Tjåervientjahke | 1391 m ö.h.     | 205 m        | Anarisfjällen                                                        |
| 37.  | Getryggen (Tjiejhtenrudtje) | 1382 m ö.h.     | 260 m        | Snasahögarna (Mijlehkh)                                              |
|      | Ekorrhammaren, Guehperåelkie | 1382 m ö.h.     | 62 m         | Sylarna (Bealjiege), norw. Sylan (Bealjehkh)                         |
| 38.  | Tjåervientjahke-Ostgipfel | 1374 m ö.h.     | 90 m         | Anarisfjällen                                                        |
| 39.  | Hundshögen (Vinhtseåelkie) | 1372 m ö.h.     | 575 m        | Oviksfjällen (Luvlietjahkh)                                          |
|      | Lillsnasen | 1361 m ö.h.     | 82 m         | Snasahögarna (Mijlehkh)                                              |
|      | Lunndörrsfjällen (Dåarranvaerie), Nordwestgipfel | ca. 1357 m ö.h. | 45 m         | Lunndörrsfjällen (Dåarranvaerie)                                     |
|      | Östra Bunnerstöten (Buantantjahke), 2. Nordgipfel | 1355 m ö.h.     | 55 m         | Bunnerfjällen (Bunnervaerieh)                                        |
|      | Dunsjöfjället, Pt. 1352 | 1352 m ö.h.     | 60 m         | Dunsjöfjället                                                        |
|      | Bullfjället (Nåevpie), Südgipfel | 1341 m ö.h.     | 42 m         | Bullfjället (Nåevpie)                                                |
| 40.  | Vuelie Lievkiesåajja | 1338 m ö.h.     | 155 m        | Smällhögarna (Smälle)                                                |
|      | Gaarenesåajja | 1338 m ö.h.     | 65 m         | Härjångsfjellen (Giebnienh)                                          |
| 41.  | Aaresketjahke | 1337 m ö.h.     | 125 m        | Anarisfjällen                                                        |
| 42.  | Västerskutan | 1333 m ö.h.     | 100 m        | Åreskutan                                                            |
| 43.  | Blåstöten (Åarjeltjahke) | 1330 m ö.h.     | 485 m        | Anåfjällett                                                          |
| 44.  | Saalvantjahke | 1330 m ö.h.     | 98 m         | Lunndörrsfjällen (Dåarranvaerie), Trondfjällen                       |
| 45.  | Getvalen | 1326 m ö.h.     | 143 m        | Snasahögarna (Mijlehkh)                                              |
|      | Hammaren | 1326 m ö.h.     | 60 m         | Sylarna (Bealjiege), norw. Sylan (Bealjehkh)                         |
|      | Skarvdörrsfjället (norw. Sørskardsfjellet), ca. 1325 m. Der höchste Punkt des Sørskardsfjellet (1470 m; Schartenhöhe: 258) liegt auf norwegischem Staatsgebiet.            | 1325 m ö.h.     | 0 m          | südwestlich des Sylarna                                              |
|      | Östra Bunnerstöten (Buantantjahke), 3. Nordgipfel | ca. 1322 m ö.h. | 50 m         | Bunnerfjällen (Bunnervaerieh)                                        |
| 46.  | Stor-Axhögen (Heavkåelkie) | 1321 m ö.h.     | 370 m        |                                                                      |
| 47.  | Mossalassfjället (Salpehke) | 1321 m ö.h.     | 165 m        |                                                                      |
| 48.  | Sielkentjahke | 1315 m ö.h.     | 725 m        | im Norden der Provinz Jämtlands län                                  |
| 49.  | Fruntimmersklumpen | 1307 m ö.h.     | 180 m        | Sylarna (Bealjiege), norw. Sylan (Bealjehkh)                         |
|      | Sömo-Karivålen (Svaaletjahke) | ca. 1306 m ö.h. | 60 m         | Nörder-Storådörrfjället                                              |
| 50.  | Dörrpiken (Sjtiedtje) | 1303 m ö.h.     | 234 m        | Lunndörrsfjällen (Dåarranvaerie)                                     |
| 51.  | Ånnfjället | 1300 m ö.h.     | 350 m        | Anåfjällett                                                          |